# Ronald van Slooten
Ronald van Slooten (Hilversum, 10 juli 1984) is een Nederlandse voormalig langebaanschaatser. Hij was gespecialiseerd in de korte afstanden en won ook twee keer het NK supersprint.

## Biografie
Het seizoen 2006/2007 begon voor Van Slooten met een derde plaats op een internationale Supersprintwedstrijd in Inzell. Bij de Utrecht City Bokaal in Utrecht eindigde Ronald als derde achter Alexander Oltrop en Tim Salomons in een wedstrijd over 500 en 1000 meter. Op het Nederlands kampioenschap 100 meter eindigde hij op de tweede plaats. Later dat seizoen werd hij op IJsbaan Kardinge te Groningen gehuldigd tot de nieuwe Nederlands Kampioen Supersprint. Dit deed hij door zijn persoonlijke records op de 100 en 300 meter flink te verbeteren. Hij versloeg hiermee de meervoudig Nederlands Kampioen Michael Poot. Dankzij deze prestaties mocht Van Slooten meedoen aan de European Youth Games 2007 in het Duitse Chemnitz, een internationale landenwedstrijd voor schaatsers onder de 23 jaar. Aan deze wedstrijd deden ook andere talentvolle Nederlandse schaatsers en schaatssters mee, onder andere Huub van der Wart, Arjen van der Kieft, Sanne van der Star en Tessa van Dijk. Tijdens deze wedstrijd wist van Slooten twee afstanden te winnen en drie baanrecords te rijden, te weten op de 500 en 1000 meter. Op de 1500 meter eindigde hij als tweede.
Een jaar later in 2008 prolongeerde hij zijn Nederlandse titel op de supersprint. In 2009 reed Van Slooten voor Team Nino, onder leiding van Froek Zwarthoed, Flip van de Hoek en Milan Kocken. Dat jaar werd hij Nederlands kampioen kortebaanschaatsen.
Ronald van Slooten besloot na afloop van het Olympische seizoen 2009/2010 te stoppen met schaatsen en zich te richten op zijn eigen onderneming.

## Persoonlijk records
| Afstand    | Tijd    | Datum         | Baan    |
| ---------- | ------- | ------------- | ------- |
| 500 meter  | 35,58   | 15 maart 2008 | Calgary |
| 1000 meter | 1.09,84 | 16 maart 2008 | Calgary |
| 1500 meter | 1.49,28 | 13 maart 2008 | Calgary |
| 3000 meter | 3.58,11 | 12 maart 2008 | Calgary |
| 5000 meter | 7.06,06 | 21 maart 2003 | Calgary |

## Resultaten
| Jaar | NK Afstanden       | NK Sprint |
| ---- | ------------------ | --------- |
| 2005 | 15e 500m 19e 1000m | 13e       |
| 2006 | 15e 500m 17e 1000m | 13e       |
| 2007 | 15e 500m 14e 1000m | 12e       |
| 2008 |                    | 15e       |
| 2009 | 16e 500m 15e 1000m | 23e       |

### Medaillespiegel
| Kampioenschap           | Goud · | Zilver · | Brons · |
| ----------------------- | ------ | -------- | ------- |
| NK 100m                 | 0      | 1        | 0       |
| NK Supersprint          | 2      | 0        | 0       |
| EYG                     | 2      | 1        | 0       |
| Kortebaan\|NK Kortebaan | 1      | 0        | 0       |